# Louis IV xứ Orléans
Louis, Công tước xứ Orléans (4 tháng 8 năm 1703 - 4 tháng 2 năm 1752) là Công tước xứ Orléans đời thứ 3, người đứng đầu nhánh Bourbon-Orléans của Vương tộc Bourbon. Ông là chắc nội của Vua Louis XIII, cha ông là Công tước đời thứ 2 của Orléans, được bổ nhiệm làm nhiếp chính vương dưới triều Vua Louis XV của Pháp. Sau cái chết của cha mình, Louis thừa kế tước vị Công tước xứ Orléans và danh hiệu "Prince du sang", trở thành người đứng đầu trong danh sách thừa kế ngai vàng Vương quốc Pháp, cho đến khi vua Louis XV sinh được con trai.
Luis được biết đến với tên gọi Louis le Pieux và Louis le Génovéfain. Ông được đánh giá là một thân vương ngoan đạo, hay làm từ thiện và có học thức. Đương thời, ông ít tham gia vào chính trường, đây là điểm khác biệt lớn giữa ông và 2 vị công tước đầu tiên.